# XX. dinasztia
Az ókori egyiptomi XX. dinasztia (vagy Ramesszida-dinasztia) Kr. e. 1190-től Kr. e. 1077-ig irányította a birodalmat. Ez idő alatt 10 fáraót adott Egyiptomnak:
- Széthnaht (ur.: Kr. e. 1190 – Kr. e. 1186)
- III. Ramszesz (ur.: Kr. e. 1186 – Kr. e. 1155)
- IV. Ramszesz (ur.: Kr. e. 1155 – Kr. e. 1149)
- V. Ramszesz (ur.: Kr. e. 1149 – Kr. e. 1145)
- VI. Ramszesz (ur.: Kr. e. 1145 – Kr. e. 1137)
- VII. Ramszesz (ur.: Kr. e. 1137 – Kr. e. 1130)
- VIII. Ramszesz (ur.: Kr. e. 1130 – Kr. e. 1129)
- IX. Ramszesz (ur.: Kr. e. 1129 – Kr. e. 1111)
- X. Ramszesz (ur.: Kr. e. 1111 – Kr. e. 1107)
- XI. Ramszesz (ur.: Kr. e. 1107 – Kr. e. 1077)